# Het bedreigde paradijs
Het bedreigde paradijs is het 178ste stripverhaal van Jommeke. De reeks wordt getekend door striptekenaar Jef Nys. Scenarist is Jan Ruysbergh.

## Verhaal
Jommeke's vader heeft een slecht humeur door het harde werkregime op kantoor. Jommeke en zijn vrienden komen op het idee met hem naar het Paradijseiland te gaan op vakantie. Eenmaal daar knapt hij weer helemaal op. Tijdens een wandeling stoot vader Theofiel op een open plek waar professor Terragoras en zijn mannen een kamp aan het bouwen zijn. Even later nemen die na Theofiel ook Jommeke en zijn vrienden gevangen. Die zien dat ook gorilla Knappe Mataboe in gevangenschap zit. Zowel die gorilla als Terragoras zijn door Jommeke gekend uit vorige albums. Even later doet Terragoras zijn plannen uit de doeken. Hij zegt een gas te hebben ontdekt waarmee hij mensen in willoze marionetten kan veranderen. Daarmee wil hij de wereld onderwerpen. Hij neemt meteen Flip mee voor een proefneming. Als Flip terugkomt is hij gehoorzaam aan Terragoras, maar dat blijkt slechts komedie te zijn.
Thuis beginnen Marie en Charlotte, respectievelijk de moeder van Jommeke en Filiberke, zich af te vragen waarom ze zo lang wegblijven. Ze vragen professor Gobelijn te hulp en die leent hen De vliegende ton om op paradijseiland te geraken. Daar komen ze Flip, die natuurlijk niet meer gevangen hoeft te zitten, tegen die hen alles uitlegt. De twee vrouwen overmeesteren de bewakers en laten Theofiel en Jommeke en zijn vrienden vrij. De Miekes zijn ondertussen in het vliegtuig van Terragoras voor een proefneming. Het gas heeft echter geen effect en Terragoras wil Jommeke gaan halen voor een nieuwe proef. Dan worden hij en zijn mannen overmeesterd en op een ander onbewoond eiland in gevangenschap gezet. Jommeke, zijn ouders en vrienden houden nog een feest tot diep in de nacht voor ze naar huis weerkeren.

## Achtergronden bij het verhaal
- In dit verhaal komt professor Terragoras, wiens plannen al eens werden gedwarsboomd door Jommeke in album 93 weer voor.